# Rotfußtinamu

Verbreitungsgebiet des Rotfußtinamus

Der Rotfußtinamu (Crypturellus erythropus) ist eine Vogelart aus der Familie der Steißhühner (Tinamidae), Syn. Tinamus erythropus.
Mitunter wurde die Art als konspezifisch mit dem Schwarzkappentinamu (C. atrocapillus) oder dem Gelbfußtinamu (C. noctivagus) angesehen, einige Unterarten wurden als eigenständig betrachtet, so wurde der  Crypturellus erythropus columbianus als Kolumbianischer Tinamu, der C. e. saltuarius als Magdalenatinamu und der C. e. idoneus als Santa Marta Tinamu Crypturellus erythropus idoneus bezeichnet.
Der Vogel kommt im nördlichen Drittel Südamerikas vor in tropischen und subtropischen Zonen von Kolumbien über Venezuela, Guyanas bis Nordostbrasilien nördlich des Amazonas.
Der Lebensraum umfasst offene baumbestandene Flächen, dornige Dickichte, Grasland mit Büschen und Bäumen bis 1700 m Höhe.
Der Artzusatz kommt von altgriechisch ἐρυθρός erythros, deutsch ‚rot‘ und altgriechisch πούς pous, deutsch ‚Fuß‘.

## Merkmale
Die Art ist 27–32 cm groß, das Männchen wiegt im Mittel 485 g. Stirn und Kopfkappe vorne sind schwärzlich, in dunkel rotbraun übergehend am Nacken. Die Oberseite ist rotbraun, gleichmäßig vorne, an angedeutet fuchsbraun gebändert, deutlicher auf den Oberschwanzdecken schwärzer und kontrastreicher. Die Flügeloberseite ist ähnlich, aber etwas matter und bräunlicher, die Flügeldecken haben etwas gelbbraun-weiße Ränder und spitzennah schmale Bänder. Gesicht, Kopfseiten und der Nacken seitlich sind ockerfarben bis rotbraun. Das Kinn ist schmutzig-weiß, die Kehle weiß bis rötlich schimmernd, die Brust mausgrau in rotbraun übergehend, die übrige Unterseite ist blass gelblich, an den Flanken und Unterschwanzdecke schwarz gebändert.
Die Iris ist braun, der Schnabel oberseitig schwärzlich, unten heller. Die Beine sind rosa oder rötlich.
Das Weibchen ist etwas farbenfroher, hat auffallende kräftige und breite schwarz und zimtfarbene Bänderung auf dem unteren Rücken bis Flügeloberseite und Oberschwanzdecken. Jungvögel ähneln dem Weibchen.

## Geografische Variation
Es werden folgende Unterarten anerkannt:
- C. e. erythropus (Pelzeln, 1863), Nominatform, – Ostvenezuela, Guyana, Suriname und Nordostbrasilien
- C. e. cursitans (Wetmore & Phelps Jr., 1956), – östlich der Anden in Nordkolumbien und Nordwestvenezuela, brauner als C. e. columbianus an den Kopfseiten und am Nacken, auf den Armschwingen weniger kräftig gezeichnet
- C. e. spencei (Braburne & Chubb, 1914), – Nordvenezuela, etwas brauner an der Oberseite als C. e. cursitans deutlicher an der Unterseite, hellbraune Brust, gegenüber der Nominatform blasser
- C. e. margaritae (Phelps Sr & Phelps Jr., 1948), – Isla Margarita, kleiner und grauer am Rücken
- C. e. saltuarius (Wetmore, 1950), – Nordostkolumbien in der Sierra de Ocaña, erinnert an Kerrtinamu (C. kerriae), aber wesentlich blasser, warm sepiafarbener Rücken, weiße Kehle, zimtfarbene Brust und gelbbraune Unterseite mit weißlichem Bauch
- C. e. columbianus (Salvadori, 1895), – Norden und Mitte Kolumbiens, Kinn und Kehle weiß, mehr Grau am Nacken, hellere Unterseite, orangefarbene Beine
- C. e. idoneus (Todd, 1919), – Nordostkolumbien und Nordwestvenezuela, C. e. cursitans aber blasser, Kopf und Oberseite weniger glänzend, Brust heller grau

## Stimme
Der Ruf des Männchens wird als klare Folge dreier Laute „soy-so-la“, leicht schimpfend, oder dreier Pfeiftöne „who, who-ah“ beschrieben, der letzte Laut etwas höher. Neben dieser eher hohl klingenden Dreitonfolge gibt es auch eine aus zwei Lauten bestehend.

## Lebensweise
Die Art ist vermutlich ein Standvogel.
Die Nahrung besteht hauptsächlich aus Pflanzensamen, auch Beeren, Schnecken und Gliederfüßern, die meist allein auf dem Erdboden oder manchmal in Büschen gesucht werden.
Die Brutzeit liegt zwischen Januar und September in Kolumbien. Die Eier sind hell glänzend rosa bis braun, gelblich oder rötlich-grau.

## Gefährdungssituation
Der Bestand gilt als „nicht gefährdet“ (Least Concern).